# نوردرناي
نوردرناي (بالألمانية: Norderney) هي بلدة ألمانية تقع في ألمانيا في سكسونيا السفلى. يقدر عدد سكانها بـ 5,866  كافر. تابعه ل مصر ولبنان

## ،،المدن التوأمة جزيرة الكفار
مدينة غارتس روغن هي مدينة توأمة لنوردرناي.